# Бажанський Іван Миколайович
Іва́н Микола́йович Бажа́нський (26 лютого 1863 , Дорошівці, Заставнівський повіт, Герцогство Буковина, Австрійська імперія  — 20 травня 1933 , Вашківці, жудець Сторожинець, Румунське королівство ) — український письменник і педагог на Буковині.

## Біографія
Народився 26 лютого 1863 року в селі Дорошівці, тепер Заставнівський район, Чернівецька область, Україна.
У кінці XIX — на початку XX століття виступив з художніми творами (поезії, оповідання, нариси) на педагогічні та морально-етичні теми; друкувався в чернівецьких часописах і календарях — «Буковина», «Руська рада», в дитячому виданні «Ластівка» та ін. Автор поеми «Пропасть» (1903).
Початкову освіту отримував у сільській православній народній школі, але її не закінчив через брак грошей.
1880 р. батьки віддали його до Чернівецької учительської семінарії.
1886 р. успішно склав іспити і отримав диплом педагога. Працював у селі Лужани учителем.
У 1887—1911 рр. вчителював у трикласній школі села Вікно. З 1911 направлений на роботу у Вашківці.
1911 р. його переводять на посаду директора дівочої школи Вижницького повіту. Пізніше стає інспектором українських народних шкіл цього ж повіту.
1926 р. виходить на пенсію. Помер 20 травня 1933 року в місті Вашківці, тепер Вижницький район, Чернівецька область.
Автор оповідань і нарисів з народного життя («Мертвецька Єлена», «З моєї подорожі до Сучави»).